# ФК «Славія» (Прага) в сезоні 1921
Сезон ФК «Славія» (Прага) 1921 — сезон чехословацького футбольного клубу «Славія». У Середньочеській лізі команда посіла третє місце. У Середньочеському кубку дійшла до стадії півфіналу.

## Склад команди
| № | Поз. | Нац.           | Гравець             |
| - | ---- | -------------- | ------------------- |
|   | ВР   | Чехословаччина | Ярослав Ханя        |
|   | ВР   | Чехословаччина | Беранек             |
|   | ЗХ   | Чехословаччина | Антонін Раценбергер |
|   | ЗХ   | Чехословаччина | Карел Нутль         |
|   | ПЗ   | Чехословаччина | Вілем Лоос          |
|   | ПЗ   | Чехословаччина | Франтішек Фіхта     |
|   | ПЗ   | Чехословаччина | Карел Чіпера        |
|   | НП   | Чехословаччина | Ян Ванік            |
|   | НП   | Чехословаччина | Йозеф Чапек         |
|   | НП   | Чехословаччина | Їндржих Шолтис      |

| № | Поз. | Нац.           | Гравець             |
| - | ---- | -------------- | ------------------- |
|   | НП   | Чехословаччина | Новак               |
|   | НП   | Чехословаччина | Лутовський          |
|   | НП   | Чехословаччина | Вацлав Прошек       |
|   | НП   | Чехословаччина | Вацлав Шубрт        |
|   | НП   | Чехословаччина | Рудольф Слоуп-Штапл |
|   | НП   | Чехословаччина | Горний              |
|   | НП   | Чехословаччина | Рудольф Ректоріс    |
|   | НП   | Чехословаччина | Йозеф Янік          |
|   | НП   | Чехословаччина | Шквор               |
|   | НП   | Чехословаччина | Заїчек              |
|   | НП   | Чехословаччина | Благнік             |

## Чемпіонат Чехословаччини
| 4.04.1921                                                                                            | Славія (Прага)    | 5:1  | Вршовіце (Прага) |  |  |
| | Ванік Чапек Шубрт | звіт |                  |  |  |
| Славія: Беранек - Раценбергер, Нутль - Лоос, Фіхта, Чипера - Лутовський, Чапек, Ванік, Шубрт, Прошек |                   |      |                  |  |  |

| 18.04.1921                                                                                            | Славія (Прага)                       | 8:0  | Метеор-VIII (Прага) |  |  |
| | Ванік Чапек Шолтис Прошек Лутовський | звіт |                     |  |  |
| Славія: Беранек - Раценбергер, Нутль - Лоос, Фіхта, Чипера - Лутовський, Чапек, Шолтис, Ванік, Прошек |                                      |      |                     |  |  |

| 29.05.1921                                                                                        | Спарта (Прага) | 0:1 | Славія (Прага) | Прага                        |  |
|                                                                                                   |                |     | Новак          | Глядачі: 12 000 Суддя: Краус |  |
| Славія: Беранек — Раценбергер, Нутль — Лоос, Фіхта, Чіпера — Заїчек, Новак, Ванік, Благнік, Шубрт |                |     |                |                              |  |

| 12.06.1921                                                                                    | Спарта (Кладно) | 2:3  | Славія (Прага)            |  |  |
|                                                                                               |                 | звіт | 28' пен.' Ванік 31' Сегер |  |  |
| Славія: Беранек — Раценбергер, Нутль — Лоос, Фіхта, Чипера — Шквор, Новак, Ванік, Рома, Сегер |                 |      |                           |  |  |

| 31.08.1921                                                                                              | Славія (Прага) | 2:2  | Славой (Жижков) |  |  |
| | Ванік          | звіт | ?               |  |  |
| Славія: Беранек, Раценбергер, Нутль, Лоос, Фіхта, Чіпера, Лутовський, Слоуп-Штапл, Ванік, Чапек, Шолтис |                |      |                 |  |  |

| 11.09.1921 | Славія (Прага) | 2:1  | Вікторія (Жижков) |                 |  |
| | Ванік Шолтис   | звіт | Плодр             | Глядачі: 13 000 |  |
| Славія: Ханя, Раценбергер, Чипера, Лоос, Фіхта, Й.Коваржович, Лутовський, Новак, Ванік, Шолтис, Шквор Вікторія: Главачек, Сейферт, Мисік ІІ, Штепан, Градецький, Гдрлічка, Плодр, Прохазка, Гайний, Прокоп, Бребурда |                |      |                   |                 |  |

| 9.09.1921                                                                                      | Славія (Прага) | 3:0  | Бубенеч |  |  |
|                                                                                                | Новак Шолтис   | звіт |         |  |  |
| Славія: Ханя, Раценбергер, Нутль, Лоос, Фіхта, Чипера, Лутовський, Новак, Шубрт, Шолтис, Шквор |                |      |         |  |  |

| перегравання 23.10.1921 | Славія (Прага) | 1:2  | Спарта (Прага)   | Прага                        |  |
| | Шквор          | звіт | Шроубек Седлачек | Глядачі: 23 000 Суддя: Фанта |  |
| Славія: Ханя — Раценбергер, Нутль — Лоос, Фіхта, Чіпера — Лутовський, Новак, Ванік, Шолтис, Шквор Спарта: Пейр, А.Гоєр, Поспішил, Коленатий, Пешек, Пернер, Червений, Седлачек, Пілат, Шроубек, Мазал |                |      |                  |                              |  |

| 4.09.1921 | Славія (Прага) | 4:1  | Кладно |               |  |
| | ? Новак Шквор  | звіт | ?      | Глядачі: 8000 |  |
| Славія: Беранек, Раценбергер, Чипера, Лоос, Фіхта, Й.Коваржович, Лутовський, Новак, Ванік, Шолтис, Шквор Кладно: Шторек, Юбелакер І, Клвань, Юбелакер ІІ, Плетиха, Плечитий, Ланденбергер, Коубек, Шетнер, Шафранек, Кожишек |                |      |        |               |  |

| 1921 | Славія (Прага) | 1:4 | Уніон (Жижков) |  |  |
|      |                |     |                |  |  |

### Турнірна таблиця
|    | Команди             | І  | В  | Н | П  | МЗ | МП | РМ  | О  |
| -- | ------------------- | -- | -- | - | -- | -- | -- | --- | -- |
| 1  | Спарта (Прага)      | 11 | 11 | 0 | 0  | 48 | 8  | +40 | 22 |
| 2  | Уніон (Жижков)      | 11 | 8  | 2 | 1  | 24 | 8  | +16 | 18 |
| 3  | Славія (Прага)      | 11 | 7  | 2 | 2  | 31 | 16 | +15 | 16 |
| 4  | Вікторія (Жижков)   | 11 | 7  | 0 | 4  | 33 | 15 | +18 | 14 |
| 5  | Вршовіце (Прага)    | 11 | 5  | 2 | 4  | 27 | 26 | +1  | 12 |
| 6  | Спарта (Кладно)     | 11 | 5  | 1 | 5  | 24 | 28 | -4  | 11 |
| 7  | Кладно              | 11 | 5  | 0 | 6  | 26 | 25 | +1  | 10 |
| 8  | Метеор Виногради    | 11 | 2  | 4 | 5  | 16 | 24 | -8  | 8  |
| 9  | Славой (Жижков)     | 11 | 2  | 3 | 6  | 11 | 25 | -14 | 7  |
| 10 | Метеор-VIII (Прага) | 11 | 3  | 0 | 8  | 11 | 30 | -19 | 6  |
| 11 | Бубенеч             | 11 | 2  | 2 | 7  | 10 | 37 | -27 | 6  |
| 12 | Колін               | 11 | 1  | 0 | 10 | 9  | 28 | -17 | 2  |

## Середньочеський кубок
| 1/4 30.10.1921                                                                            | Славія (Прага) | 2:1  | Кладно  |  |  |
|                                                                                           | Ванік          | звіт | Кожишек |  |  |
| Ханя, Раценбергер, Нутль, Бургер, Фіхта, Чипера, Лутовський, Новак, Ванік, Шолтис, Горний |                |      |         |  |  |

| 1/2 20.11.1921 | Славія (Прага) | 0:1 | Вікторія (Жижков) |  |  |
| |                |     | Мареш             |  |  |
| Вікторія: Грасер, Сейферт, Мисік, Штепан, Градецький, Гдрлічка, Мареш, Коубек, Гайний, Прокоп, Єлінек (Бребурда) Славія: Ханя, Раценбергер, Нутль, Лоос, Бургер (Фіхта), Чипера (Племенік), Лутовський, Слоуп-Штапл, Ванік, Чапек (Шубрт), Шквор (Ректорис) - в душках футболісти, які вийшли на заміну в дограванні |                |     |                   |  |  |

## Товариські матчі
| ТМ 6.02.1921                                                                                  | Славія (Прага) | 4:1  | Бубенеч |  |  |
|                                                                                               | Ванік Прошек   | звіт |         |  |  |
| Беранек, Раценбергер, Нутль, Лоос, Фіхта, Коваржович, Лутовський, Сеєгр, Ванік, Шубрт, Прошек |                |      |         |  |  |

| ТМ 13.02.1921                                                                                | Славія (Прага)                            | 10:1 | Чехія Карлін |  |  |
|                                                                                              | Янік Ванік Шубрт Прошек Нутль пен.' Фіхта | звіт |              |  |  |
| Беранек, Раценбергер, Нутль, Лоос, Фіхта, Коваржович, Лутовський, Янік, Ванік, Шубрт, Прошек |                                           |      |              |  |  |

| ТМ 20.02.1921                                                                                      | Братислава | 2:4  | Славія (Прага) | Братислава |  |
| |            | звіт | Ванік Шубрт    |            |  |
| Беранек, Раценбергер, Нутль, Виранський, Фіхта, Коваржович, Лутовський, Янік, Ванік, Шубрт, Прошек |            |      |                |            |  |

| ТМ 27.02.1921                                                                             | Славія (Прага) | 2:3  | Ганацька Славія |  |  |
|                                                                                           | Ванік Прошек   | звіт |                 |  |  |
| Турек, Раценбергер, Нутль, Лоос, Раух, Коваржович, Лутовський, Янік, Ванік, Сеєгр, Прошек |                |      |                 |  |  |

| ТМ 6.03.1921 | Славія (Прага) | 6:1  | Пардубіце |  |  |
| | Ванік Шубрт    | звіт | Мелснер   |  |  |
| Славія: Беранек, Раценбергер, Нутль, Коваржович, Фіхта, Чипера, Лутовський, Янік, Ванік, Шубрт, Прошек Пардубіце: Качеровський, Когоурек, Мейснер ІІ, Беднарік, Свобода, Гродль, Ледерер, Руле, Мелснер І, Левий, Скржіван |                |      |           |  |  |

| ТМ 13.03.1921 | Славія (Прага)         | 4:1  | Уніон (Жижков) |  |  |
| | Ванік Прошек Міла аг.' | звіт | ?              |  |  |
| Славія: Беранек, Раценбергер, Нутль, Лоос, Фіхта, Чипера, Лутовський, Янік, Ванік, Шубрт, Прошек Уніон: Каліба, Міла, Франя, Кухарж, Громаднік, Міка, Краса, Красік, Топол, Дворжачек, Цізар |                        |      |                |  |  |

| 21.03.1921 | Славія (Прага) | 1:1  | Тепліцер | Прага |  |
| | ?              | звіт | Ніхер    |       |  |
| Славія: Баранек, Раценбергер, Нутль, Лоос, Фіхта, Чипера, Лутовський, Чапек, Ванік, Шубрт, Прошек Тепліцер: Губа, Гольтце, Рідль, Дерінг, Зонс, Маглер, Габештрох, Шредер, Кожелуг, Ніхер, Меншік |                |      |          |       |  |

| березень 1921 | Тепліцер | 2:2 | Славія (Прага) |  |  |
|               |          |     |                |  |  |
|               |          |     |                |  |  |

| ТМ березень 1921 | Славія (Прага)   | 3:2  | Колін |  |  |
|                  | Лутовський Чапек | звіт |       |  |  |
|                  |                  |      |       |  |  |

| ТМ 28.03.1921                                                                                      | Славія (Прага)     | 2:2 | Болдклуббен 1903 (Копенгаген) | Прага |  |
| | Янік 62' Ванік 86' |     |                               |       |  |
| Славія: Беранек — Раценбергер, Нутль — Лоос, Фіхта, Чіпера — Лутовський, Янік, Ванік, Шубрт, Сеєгр |                    |     |                               |       |  |

| ТМ квітень 1921                                                                        | Кладно | 2:1 | Славія (Прага) |  |  |
|                                                                                        |        |     | пен.' Ванік    |  |  |
| Беранек, Раценбергер, Нутль, Коваржович, Раух, Чипера, Лоос, Янік, Ванік, Шубрт, Сеєгр |        |     |                |  |  |

| ТМ 1921 | Славія (Прага) | 4:0 | Ауссіг (Усті-над-Лабем) |  |  |
|         |                |     |                         |  |  |

| ТМ 24.04.1921                                                                             | Славія (Прага)                | 4:0  | Флорідсдорфер (Відень) | Прага |  |
|                                                                                           | Ванік 13' 56' Шубрт 41' 43' ? | звіт |                        |       |  |
| Беранек, Раценбергер, Нутль, Лоос, Фіхта, Чіпера, Лутовський, Чапек, Ванік, Шубрт, Прошек |                               |      |                        |       |  |

| ТМ 15.05.1921                                                                                        | Флорідсдорфер (Відень) | 2:6  | Славія (Прага)           | Прага |  |
| |                        | звіт | Шубрт Ванік Чапек Чіпера |       |  |
| Славія: Беранек — Раценбергер, Нутль — Лоос, Фіхта, Чіпера — Прошек, Шубрт, Ванік, Чапек, Лутовський |                        |      |                          |       |  |

| ТМ 01.05.1921                                                                                   | Славія (Прага)    | 5:0  | Вінер АК (Відень) | Прага                                         |  |
|                                                                                                 | Ванік Шубрт Чапек | звіт |                   | Глядачі: 10 000 Суддя: Краль (Чехословаччина) |  |
| Беранек, Раценбергер, Нутль, Коваржович, Фіхта, Чипера, Лутовський, Чапек, Ванік, Шубрт, Прошек |                   |      |                   |                                               |  |

| ТМ 06.05.1921 | Збірна Копенгагена | 0:2 | Славія (Прага) | Копенгаген |  |
|               |                    |     |                |            |  |
|               |                    |     |                |            |  |

| ТМ 28.05.1921 | Болдклуббен 1903 (Копенгаген) | 2:2 | Славія (Прага) | Копенгаген |  |
|               |                               |     | Шубрт Ванік    |            |  |
|               |                               |     |                |            |  |

| ТМ травень 1921                                                                           | Славія (Прага) | 2:2 (0:2) | Олд Бойз (Базель) | Прага |  |
|                                                                                           | Ванік          | звіт      |                   |       |  |
| Беранек, Раценбергер, Нутль, Лоос, Фіхта, Чипера, Лутовський, Чапек, Ванік, Шубрт, Прошек |                |           |                   |       |  |

| ТМ травень 1921 | Славія (Прага)    | 5:2  | Гутз Мутз (Дрезден) | Прага         |  |
|                 | Ванік Чапек Шубрт | звіт |                     | Стадіон: 6000 |  |

| ТМ червень 1921                                                                                           | Славія (Прага) | 1:0  | Дойче Спортбрюдер |  |  |
| | Сеєгер         | звіт |                   |  |  |
| Славія: Беранек- Кумрман, Нутль — Тавчар, Благнік, Коваржович — Мареш, Чапек, Ванік, Сеєгер, Бреттшнайдер |                |      |                   |  |  |

| ТМ 19.06.1921                                                                                         | Славія (Прага)                 | 4:4  | Рапід (Відень) | Прага                                          |  |
| | Шолтис Новак Лутовський Прошек | звіт |                | Глядачі: 25 000 Суддя: Поргес (Чехословаччина) |  |
| Славія: Беранек - Реценбергер, Нутль — Лоос, Фіхта, Чіпера — Лутовський, Новак, Шолтис, Ванік, Прошек |                                |      |                |                                                |  |

| ТМ 1921 | Славія (Прага) | 3:1 | Академіск БК (Копенгаген) | Прага |  |
|         |                |     |                           |       |  |

| ТМ липень 1921                                                                                   | Славія (Прага) | 2:0  | НАК Бреда | Прага |  |
|                                                                                                  | Новак Благнік  | звіт |           |       |  |
| Беранек, Раценбергер, Нутль, Коваржович, Лоос, Чипера, Лутовськиц, Новак, Ванік, Благнік, Грубий |                |      |           |       |  |

| ТМ серпень 1921                                                                              | Славія (Прага)             | 6:1  | Олімпія (Лейпциг) | Прага         |  |
|                                                                                              | Ванік Чапек Фіхта Ректорис | звіт |                   | Глядачі: 3500 |  |
| Беранек, Раценбергер, Нутль, Лоос, Фіхта, Чипера, Лутовський, Ректорис, Ванік, Чапек, Грубий |                            |      |                   |               |  |

| ТМ серпень 1921                                                                              | Славія (Прага)       | 9:1  | Санкт-Галлен | Прага         |  |
|                                                                                              | Ректорис Ванік Чапек | звіт |              | Глядачі: 3200 |  |
| Беранек, Раценбергер, Нутль, Лоос, Фіхта, Чипера, Лутовський, Ректорис, Ванік, Чапек, Грубий |                      |      |              |               |  |

| ТМ 1921 | Гутз Мутз (Дрезден) | 2:3  | Славія (Прага)            | Дрезден |  |
|         |                     | звіт | Слоуп-Штапл Ванік Благнік |         |  |

| ТМ 1921 | Вікторія (Гамбург) | 0:1 | Славія (Прага) | Гамбург |  |
|         |                    |     |                |         |  |

| ТМ 6.11.1921                                                                                | Олімпія (Лейпциг) | 0:3  | Славія (Прага) | Лейпциг |  |
|                                                                                             |                   | звіт | Фіхта Ванік    |         |  |
| Ханя, Раценбергер, Кумерман, Лоос, Фіхта, Племенік, Лутовський, Новак, Ванік, Шолтис, Шквор |                   |      |                |         |  |

| ТМ 20.08.1921 | Вінер АК (Відень) | 2:11 | Славія (Прага)                                                            | Відень                                                           |  |
|               |                   | звіт | 18' 89' 90' Горний 20' 30' 45' 73' 80' Ванік 38' Лутовський 41' 90' Чапек | Стадіон: «ВАК-Плац» Глядачі: 8 000 Суддя: Макс Ванчура (Австрія) |  |

| ТМ 28.08.1921 | Славія (Прага)         | 2:1  | Рудольфшюгель (Відень) | Прага                                  |  |
|               | Ректоріс 33' Ванік 75' | звіт |                        | Стадіон: «Летна Славія» Глядачі: 7 000 |  |

| ТМ 17.09.1921 | Славія (Прага) | 0:2 | Дженоа | Прага                   |  |
|               |                |     |        | Стадіон: «Летна Славія» |  |

| ТМ 25.09.1921                                                                              | Тепліцер          | 4:1  | Славія (Прага) |               |  |
|                                                                                            | Танце К.Кожелуг ? | звіт | Горний         | Глядачі: 5000 |  |
| Беранек, Раценбергер, Нутль, Лоос, Фіхта, Чипера, Ректорис, Племенік, Бкргер, Янса, Горний |                   |      |                |               |  |

| ТМ 16.10.1921 | Славія (Прага) | 2:0  | Рапід (Відень) | Прага                                                                        |  |
| | Новак 28' 51'  | звіт | 61' Уріділь    | Стадіон: «Летна Славія» Глядачі: 16 000 Суддя: Едуард Краус (Чехословаччина) |  |
| Славія: Ханя — Реценбергер, Нутль — Лоос, Фіхта, Чіпера — Лутовський, Новак, Ванік, Шолтис, Горний Рапід: Паулер, Шедіви, Діттріх, Клар, Брандштеттер, Грунвальд, Вондрак, Уріділь, Кутан, Беран, Весели |                |      |                |                                                                              |  |

| турнір 16.10.1921                                                                                | Славія (комбінована) | 4:1  | Расінг (Стразбур) | Прага |  |
|                                                                                                  | Чапек Прошек ?       | звіт |                   |       |  |
| Славія: Ханя — Е.Бенда, Кумрман — Голий, Бургер, Племенік — Баумрук, Бєлка, Чапек, Прошек, Шквор |                      |      |                   |       |  |

| турнір жовтень 1921                                                             | Славія (комбінована) | 0:1  | Вршовіце | Прага |  |
|                                                                                 |                      | звіт | Я.Богата |       |  |
| Славія: Якубец, Бенда, Кумерман, Вермах, Голий, Мареш, Баумрук, Чапек, Малий... |                      |      |          |       |  |

| турнір листопад 1921                                                                                  | Славія (комбінована) | 4:1  | Нусельський СК | Прага |  |
| | Їрковський Станек    | звіт | Янса           |       |  |
| Славія: Якубец, Е.Бенда, Кумерман, Мареш, Тавар, Вермах, Баумрук, Їрковський, Чапек, Станек, Ректорис |                      |      |                |       |  |

| ТМ листопад 1921 | Славія (Прага) | 2:0  | Вікторія (Жижков) |  |  |
| | Ванік          | звіт |                   |  |  |
| Славія: Ханя, Раценбергер, Нутль, Бергер, Фіхта, Чипера, Лутовський, Слоуп-Штапл, Ванік, Горний, Шквор Вікторія: Грасер, Мисік, Сейферт, Гдрлічка, Гайний, Чеський, Єлінек, Новак, Мареш, Коубек, Земан |                |      |                   |  |  |

| ТМ 4.12.1921 | Славія (Прага)          | 2:0  | Тепліцер |               |  |
| | Слоуп-Штапл Ванік Шубрт | звіт |          | Глядачі: 8000 |  |
| Славія: Ханя, Раценбергер, Нутль, Плодр, Бергер, Племенік, Лутовський, Слоуп-Штапл, Ванік, Шубрт, Ректорис Тепліцер: Губа, Гольце, Морвай, Банас, Зон, Дебрінг, Габерштрох, Бобор, Кожелуг, Седлачек, Тампе |                         |      |          |               |  |

| ТМ 13.11.1921                                                                                      | Слован (Відень) | 0:2  | Славія (Прага)       | Відень                                    |  |
| |                 | звіт | 55' Шолтис 65' Новак | Глядачі: 2 500 Суддя: Карл Роза (Австрія) |  |
| Беранек, Раценбергер, Нутль, Лоос, Бургер, Племенік, Лутовський, Слоуп-Штапл, Шубрт, Шолтис, Шквор |                 |      |                      |                                           |  |

| ТМ 15.11.1921 | Аматере (Відень)             | 3:1  | Славія (Прага) | Відень                                                                |  |
|               | Морокутті 30' 72' Гансль 84' | звіт | 40' Новак      | Стадіон: «Гоге Варте» Глядачі: 15 000 Суддя: Давід Грюнбаум (Австрія) |  |

## Матчі збірних
Збірна провела два офіційних товариських матчі в 1921 році. Ряд гравців «Славії» виступали в цих матчах.
- 21.10.1921. Чехословаччина - Югославія - 6:1 (грали Ярослав Ханя, Карел Нутль і Ян Ванік, який забив чотири голи)
- 13.11.1921. Чехословаччина - Швеція - 2:2 (грали Ярослав Ханя  і Ян Ванік)

Матчі збірної Праги в кінці року.
| 11.12.1921 |

| Прага                                             | 5:2 (2:0) | Пльзень  |
| ------------------------------------------------- | --------- | -------- |
| Антонін Янда Карел Медуна Ярослав Копейтко-Прокоп | Звіт      | Ржапек ? |

|  |

 Прага: Ханя (Славія Пр), Нутль (Славія Пр), А.Гоєр (Спарта), Сейферт (Вікторія Ж), Гайний (Вікторія Ж), Міка (Уніон), Седлачек (Спарта), Янда (Спарта), Медуна (Спарта), Прокоп (Вікторія Ж), Мазал (Спарта).
Пльзень: Слоуп-Штаплік (Вікторія П), Бенеш (Слован), Ліса (Славія Пл), Шашек (Пльзень), Турек, Кучера, Грчек, Славічек, Крженек, Й.Кучера (всі - Вікторія П), Ржапек (Чеський Лев)
| грудень 1921 |

| Прага                                                | 7:2 (3:1) | Брно       |
| ---------------------------------------------------- | --------- | ---------- |
| Ванік 5' 58' Станек 30' Влчек 36' 46' 74' Єлінек 67' | Звіт      | ? 3' ? 60' |

| Глядачів: 5000 |

Прага: Грасер (Вікторія), Раценбергер (Славія), Нутль (Славія), Штепан (Вікторія), Сейферт (Вікторія), Гайний (Вікторія Ж), Лутовський (Славія), Штанек (Славія), Ванік (Славія), Влчек (Чехія Карлін), Єлінек (Вікторія)

| грудень 1921 |

| Прага                                | 5:0 (3:0) | Схід Чехії |
| ------------------------------------ | --------- | ---------- |
| Ванік 7' 33' 81' Влчек 8' Єлінек 84' | Звіт      |            |

|  |

Прага: Ханя, Раценбергер, Цікан, Лоос, Бургер, Сейферт, Лутовський, Влчек, Ванік, Янса, Єлінек
Схід Чехії: Райхерт, Балцар, Когоушек, Коза, Свобода, Качовський, Петровіцький, Слезак, Бічік, Крчма, Левий